# Alfred Heiß
Alfred Heiß (München, 1940. december 5. –) nyugatnémet válogatott német labdarúgó, csatár.

## Pályafutása

### Klubcsapatban
1963 és 1970 között az 1860 München labdarúgója volt, ahol egy-egy bajnoki címet és kupagyőzelmet ért el. Tagja volt az 1964–65-ös idényben KEK-döntős csapatnak.

### A válogatottban
1962 és 1966 között nyolc alkalommal szerepelt a nyugatnémet válogatottban és két gólt szerzett.

## Sikerei, díjai
1860 München
- Nyugatnémet bajnokság (Bundesliga)
  - bajnok: 1965–66
  - 2.: 1966–67
- Nyugatnémet kupa (DFB-Pokal)
  - győztes: 1964
- Kupagyőztesek Európa-kupája (KEK)
  - döntős: 1964–65